# Gammalstorps socken
Gammalstorps socken i Blekinge ingick i Listers härad, ingår sedan 1971 i Sölvesborgs kommun och motsvarar från 2016 Gammalstorps distrikt i Blekinge län.
Socknens areal är 56,7 kvadratkilometer, varav land 56,1. År 2000 fanns här 1 240 invånare. Småorten och kyrkbyn Gammaltorp med Gammalstorps kyrka ligger i denna socken.  

## Administrativ historik
Socknen har medeltida ursprung. 
Vid kommunreformen 1862 övergick socknens ansvar för de kyrkliga frågorna till Gammalstorps församling och för de borgerliga frågorna till Gammalstorps landskommun. 1877 utbröts hemmanen Nr 9 Äskemo och Nr 10 Skörsemo till Mörrums socken. Landskommunen inkorporerade 1952 Ysane landskommun och uppgick 1971 uppgick i Sölvesborgs kommun. Församlingen uppgick 2006 i Gammalstorp-Ysane församling, men utbröts därur 2014 och uppgick i Sölvesborgs församling.
1 januari 2016 inrättades distriktet Gammalstorp, med samma omfattning som församlingen hade 1999/2000.  
Socknen har tillhört fögderier, tingslag och domsagor enligt vad som beskrivs i artikeln Listers härad.
Socken indelades fram till 1901 i 34 båtsmanshåll, vars båtsmän tillhörde Blekinges 6:e (3:e före 1845) båtsmanskompani.

## Geografi
Gammalstorps socken ligger i Blekinges sydvästligaste del, strax norr om Sölvesborg. Socknen i består i öster av en plan åkerslätt, och i väster av Ryssberget som bildar gräns mot Skåne. Socknens norra del består av skogsbygd.
Stora delar av administrationen i Gammalstorps landskommun låg spridda över kommunens samhällen, med en stor del i Norje, där det gamla tingshuset för Listers härad låg, fram till flytten av tingsrätten till Sölvesborg 1921. Tingshuset kom därefter att fungera som kommunhus och plats för kommunfullmäktigemöten. Intill fanns en folkskola som fungerade som administrativt centrum, men detta hus är numera rivet. 
Socknen hade två järnvägsstationer - en i Gammalstorps by, på Blekinge kustbana, samt en vid järnvägsknuten i Sandbäck varifrån Holjebanan till Olofström utgick.

## Fornlämningar
Stenåldersboplatser finns vid Agerum, Hålabäck och Ryedals flintlycke. Gravrösen finns vid Jockarp, Ryedal och Riselycke. Järnåldersgravar är kända vid Ebbalycke (högar), Ryedal och vid vägen nordost om Värhult (rest sten). Två runstenar har återfunnits i socknen.

## Namnet
Namnet (1417 Gamalstorpa), taget från kyrkbyn, anses ha förledet Gamal, ett mansnamn.

## Befolkningsutveckling
| Befolkningsutvecklingen i Gammalstorps socken 1750–1990                                                 | Befolkningsutvecklingen i Gammalstorps socken 1750–1990 | Befolkningsutvecklingen i Gammalstorps socken 1750–1990 | Befolkningsutvecklingen i Gammalstorps socken 1750–1990 | Befolkningsutvecklingen i Gammalstorps socken 1750–1990 |
| --- | ------------------------------------------------------- | ------------------------------------------------------- | ------------------------------------------------------- | ------------------------------------------------------- |
| |                                                         |                                                         |                                                         |                                                         |
| År |                                                         |                                                         | Folkmängd                                               |                                                         |
| 1750 | 1750                                                    |                                                         | 961                                                     |                                                         |
| 1760 | 1760                                                    |                                                         | 1 123                                                   |                                                         |
| 1769 | 1769                                                    |                                                         | 1 198                                                   |                                                         |
| 1790 | 1790                                                    |                                                         | 1 375                                                   |                                                         |
| 1800 | 1800                                                    |                                                         | 1 387                                                   |                                                         |
| 1810 | 1810                                                    |                                                         | 1 634                                                   |                                                         |
| 1820 | 1820                                                    |                                                         | 2 007                                                   |                                                         |
| 1830 | 1830                                                    |                                                         | 2 340                                                   |                                                         |
| 1840 | 1840                                                    |                                                         | 2 519                                                   |                                                         |
| 1850 | 1850                                                    |                                                         | 2 760                                                   |                                                         |
| 1860 | 1860                                                    |                                                         | 2 844                                                   |                                                         |
| 1870 | 1870                                                    |                                                         | 2 819                                                   |                                                         |
| 1880 | 1880                                                    |                                                         | 2 925                                                   |                                                         |
| 1890 | 1890                                                    |                                                         | 2 745                                                   |                                                         |
| 1900 | 1900                                                    |                                                         | 2 605                                                   |                                                         |
| 1910 | 1910                                                    |                                                         | 2 457                                                   |                                                         |
| 1920 | 1920                                                    |                                                         | 2 409                                                   |                                                         |
| 1930 | 1930                                                    |                                                         | 2 199                                                   |                                                         |
| 1940 | 1940                                                    |                                                         | 1 994                                                   |                                                         |
| 1950 | 1950                                                    |                                                         | 1 813                                                   |                                                         |
| 1960 | 1960                                                    |                                                         | 1 588                                                   |                                                         |
| 1970 | 1970                                                    |                                                         | 1 321                                                   |                                                         |
| 1980 | 1980                                                    |                                                         | 1 292                                                   |                                                         |
| 1990 | 1990                                                    |                                                         | 1 300                                                   |                                                         |
| Anm: Källor: Umeå universitet - Tabellverket 1749-1859, Demografiska databasen, CEDAR, Umeå universitet |                                                         |                                                         |                                                         |                                                         |

### Fotnoter
1. 1 2 3  Svensk Uppslagsbok andra upplagan 1947–1955: Gammalstorp socken
2. 1 2  Harlén, Hans; Harlén Eivy (2003). Sverige från A till Ö: geografisk-historisk uppslagsbok. Stockholm: Kommentus. Libris 9337075. ISBN 91-7345-139-8
3. ↑  ”Församlingar”. Statistiska centralbyrån. https://www.scb.se/hitta-statistik/regional-statistik-och-kartor/regionala-indelningar/forsamlingar/. Läst 30 december 2022.
4. ↑  "Ostkanten" om Blekinge och Södra Möres båtsmän
5. ↑  Geografiskt-statistiskt handlexikon öfver Sverige, C.M. Rosenberg 1882-83.
6. 1 2  Sjögren, Otto (1932). Sverige geografisk beskrivning del 3 Blekinge, Kristianstads, Malmöhus och Hallands län samt staden Göteborg. Stockholm: Wahlström & Widstrand. Libris 9940
7. 1 2 3  Nationalencyklopedin
8. ↑  Fornlämningar, Statens historiska museum: Gammalstorps socken
9. ↑  Fornminnesregistret, Riksantikvarieämbetet: Gammalstorps socken Fornminnen i socknen erhålls på kartan genom att skriva in sockennamn (utan "socken") i "Ange geografiskt område"